# Capulus elegans (Tapparone Canefri, 1877)
Espèce
Synonymes
- Capula elegans Tapparone Canefri, 1877
- Capulus (Thyca) elegans Tapparone Canefri, 1877

Capulus elegans est une espèce de mollusques gastéropodes appartenant à la famille des Capulidae. Elle est trouvée en Papouasie.
Note : Cette espèce admet un homonyme : †Capulus elegans (Deshayes, 1824), une espèce fossile de l'Éocène de Picardie.